# مونستر، نیدرزاکسن
شهر مونستر، نیدرزاکسن (به آلمانی: Munster, Lower Saxony) در ایالت نیدرزاکسن در کشور آلمان واقع شده‌است.